# باب میسون
باب مِـیسون (انگلیسی: Bob Mason؛ ‏ ۲۹ ژوئیهٔ ۱۹۵۱ – ۲۱ سپتامبر ۲۰۰۴) بازیگر اهل بریتانیا بود.
از فیلم‌ها یا مجموعه‌های تلویزیونی که وی در آن‌ها نقش داشته است، می‌توان به سفر فلیسیا، خیابان کورونیشن، تلفات و پوآرو اشاره نمود.